# Дідик Ігор Миколайович
Ігор Миколайович Дідик (нар. 2 січня 1990) — український футболіст, захисник.

## Життєпис
Футболом розпочинав займатися в Первомайську Миколаївської області в місцевій спортивній школі «Україна-Юність». У 2004 році продовжив навчання в СДЮШОР обласного центру у тренера Станіслава Васильовича Байди.
По завершенні навчання в 2007 році підписав контракт з київським «Арсеналом», де чотири роки грав спочатку в дублюючому, а потім у молодіжному складі (67 матчів, 1 гол).
18 квітня 2010 року зіграв свій єдиний матч у Прем'єр-лізі. У гостьовому поєдинку проти «Кривбасу» Дідик вийшов у стартовому складі й провів на полі всі 90 хвилин.
У 2012 році Дідик грав за аматорську команду МФК «Первомайськ» в обласному чемпіонаті. У першому матчі турніру проти миколаївської «Енергії» Ігор вийшов на заміну на 67-й хвилині, але за десять хвилин встиг отримати дві жовті картки.
Потім виступав за клуби «Кривозерська» (Криве Озеро) та «Олександрівка».